# (400072) 2006 SQ197
(400072) 2006 SQ197 es un asteroide perteneciente al cinturón de asteroides, descubierto el 25 de septiembre de 2006 por el equipo del Observatorio Moletai desde el Observatorio Moletai, Kulionys, Lituania.

## Designación y nombre
Designado provisionalmente como 2006 SQ197.

## Características orbitales
2006 SQ197 está situado a una distancia media del Sol de 2,580 ua, pudiendo alejarse hasta 3,014 ua y acercarse hasta 2,147 ua. Su excentricidad es 0,167 y la inclinación orbital 3,581 grados. Emplea 1514,37 días en completar una órbita alrededor del Sol.

## Características físicas
La magnitud absoluta de 2006 SQ197 es 17,5.